# Aad de Mos
Adriaan de Mos, dit Aad de Mos, né le 27 mars 1947 à La Haye aux Pays-Bas, est un entraîneur néerlandais de football. 
Il remporte plusieurs titres nationaux durant les années 1980 et 1990 avec l'Ajax Amsterdam, le FC Malines et le RSC Anderlecht. Il a notamment gagné avec le FC Malines la Coupe des vainqueurs de coupe en 1988 à Strasbourg en battant l'Ajax Amsterdam par 1-0. C'est la dernière victoire d'un club belge au niveau européen.

## Carrière

### Débuts à l'Ajax Amsterdam
Aad de Mos commence sa carrière en tant qu'adjoint de Leo Beenhakker à l'Ajax Amsterdam. Il lui succède lorsque Beenhakker quitte le club en 1981 pour entrainer le Real Saragosse. De Mos remporte ses premiers titres avec l'Ajax, sacré champion à trois reprises durant son mandat, et qui réalise le doublé coupe-championnat des Pays-Bas en 1983.

### Malines et Anderlecht
En 1986, De Mos est recruté par le FC Malines, récemment promu en première division belge. L'équipe compte notamment dans ses rangs le gardien Michel Preud'homme, le défenseur Lei Clijsters, ainsi que les Néerlandais Erwin Koeman et Piet den Boer. Sous la direction de De Mos, le club remporte la Coupe de Belgique en 1987, puis s'adjuge la Coupe d'Europe des vainqueurs de coupe, battant en finale l'Ajax Amsterdam, ainsi que la Supercoupe de l'UEFA en 1988. Malines est sacré champion de Belgique en 1989, après avoir terminé second du championnat lors des deux années précédentes.
En 1989, De Mos rejoint le RSC Anderlecht, qui remporte le championnat de Belgique en 1991, et termine à la 2e place en 1990 et 1992. L'équipe d'Anderlecht, composée entre autres de Filip De Wilde, Marc Degryse et Luc Nilis, atteint la finale de la Coupe des coupes en 1990, après avoir éliminé le FC Barcelone. En finale, le club belge est défait par la Sampdoria de Gianluca Vialli.

### Fin de carrière
De Mos succède à l'anglais Bobby Robson au PSV Eindhoven, mais est licencié durant sa seconde saison. Il rejoint alors le Werder Brême, prenant la suite d'Otto Rehhagel. Il entraîne de nombreux clubs durant les années 1990, dont le Standard de Liège et le Real Sporting de Gijón, alors en seconde division espagnole, sans pouvoir regagner de titre. Après avoir entraîné Al Hilal Riyad, un club évoluant dans le championnat saoudien, il est nommé sélectionneur des Émirats arabes unis en 2004. Aad de Mos regagne les Pays-Bas en 2006, afin d'entraîner le Vitesse Arnhem. Il quitte le club à la fin de la saison 2007-2008.

## Palmarès
- avec l'Ajax Amsterdam :
  - champion des Pays-Bas en 1982, 1983 et 1985 ;
  - vainqueur de la Coupe des Pays-Bas en 1983 ;

- avec le FC Malines :
  - vainqueur de la Coupe de Belgique en 1987 ;
  - vainqueur de la Coupe d'Europe des vainqueurs de coupe en 1988 ;
  - vainqueur de la Supercoupe de l'UEFA en 1988 ;
  - champion de Belgique en 1989.

- avec le RSC Anderlecht :
  - champion de Belgique en 1991 ;
  - finaliste de la Coupe d'Europe des vainqueurs de coupe en 1990.